# Amritsar (huyện)
Huyện Amritsar là một huyện thuộc bang Punjab, Ấn Độ. Thủ phủ huyện Amritsar đóng ở Amritsar. Huyện Amritsar có diện tích 5075 ki lô mét vuông. Đến thời điểm năm 2001, huyện Amritsar có dân số 3074207 người.